# Resolució 2238 del Consell de Seguretat de les Nacions Unides
La Resolució 2238 del Consell de Seguretat de les Nacions Unides fou adoptada per unanimitat el 10 de setembre de 2015. El Consell va ampliar el mandat de la Missió de Suport de les Nacions Unides a Líbia (UNSMIL) per mig any fins al 15 de març de 2016.

## Contingut
L'11 de juliol de 2015, es va arribar a un acord polític a Skhirat entre la majoria de partits libis. Ja s'havia acordat una treva a petita escala amb intercanvis de presoners i retorn dels refugiats. El Consell va demanar un alto el foc immediat i incondicional i ha destacat que la crisi política no es podria resoldre per la força.
També va demanar que un govern formés un acord nacional i que conclogués acords temporals per estabilitzar el país mentre el procés de pau liderat per l'ONU estava en marxa. El mandat de la UNSMIL es va estendre fins al 15 de març de 2016.
A més d'Estat Islàmic, més grups terroristes vinculats amb Al Qaeda havien arribat al país. El Consell va mostrar la seva preocupació per l'excessiva circulació d'armes i municions a Líbia.